# Gustav Jáchym z Lambergu
Gustav Jáchym z Lambergu (německy Gustav Joachim von Lamberg; 21. prosince 1812 Linec – 3. února 1862 Vídeň) byl česko-rakouský šlechtic, od roku 1834 šestý říšský kníže z Lambergu, dědičný člen panské sněmovny, dědičný nejvyšší zemský komoří a nejvyšší zemský lovčí v Rakousích nad Enží, nejvyšší zemský podkoní v Kraňsku a Vindické marce, nejvyšší maršálek v solnohradském vévodství, uherský magnát, španělský a kastilský grand I. třídy, čestný rytíř Maltézského řádu.

## Život

#### Původ, stav a majetek
Gustav Jáchym Emanuel Karel Bedřich Josef Jan Nepomucký Vincenc Ferrerský Arnošt, 6. říšský kníže z Lambergu, svobodný pán z Orteneggu a Stockernu na Ottensteinu a Amerangu se narodil 21. prosince 1812 v Lamberském paláci na ulici Herrenstraße, dnes číslo 17, v honorakouském hlavním městě Linci. 22. prosince 1812 byl pokřtěn ve farním kostele sv. Josefa při karmelitánském klášteře na linecké ulici Landstrasse jako nejstarší syn knížete Karla Evžena z Lambergu (1764–1831) a jeho manželky Frideriky, rozené z Oettingen-Oettingenu a Oettingen-Wallersteinu (1776–1831).
Roku 1831 se po smrti otce ujal knížecích fideikomisů Steyr a Žichovice a následoval ho v knížecí hodnosti, členství v panské sněmovně a v dědičných dvorských úřadech. 

#### Nedoložená účast na atentátu na korunního prince Ferdinanda, Baden 9. 8. 1832
Tvrzení, že Gustav Jáchym kníže z Lambergu byl zapleten do protihabsbruského spiknutí a atentátu na korunního prince Ferdinanda nelze prokázat. 
Český historik Jan Županič se shoduje s rakouskými historiky Romanem Sandgruberem a Hansem Stögmüllerem, že jakýkoliv podíl Gustava Jáchyma knížete z Lambergu na atentátu na korunního prince Ferdinanda, pozdějšího rakouského císaře Ferdinanda I., spáchaný 9. srpna 1832 v Badenu pražským rodákem, penzionovaným hejtmanem c. k. armády Franzem Reindlem (1787–1846), vysoce zadluženým alkoholikem a hráčem, nelze doložit. Účast Gustava Jáchyma na atentátu, odsouzení k trestu smrti a následné omilostnění spojené se zákazem ženitby, zákazem pobytu na jednom místě déle než tři měsíce a příkazem nošení zelené šňůry kolem krku na znamení, že propadl hrdlem, jsou románovými výmysly. Trest smrti či trest těžkého a nejtěžšího žaláře byl u šlechticů dle trestního zákoníku Franciscana z roku 1803 spojen se ztrátou šlechtictví jako vedlejším trestem. Údajný zákaz sňatku slouží v románu Františka Procházky Kněžna Káča a v publikaci Karla Štěpána Lamberka Lamberkové v Čechách k ospravedlnění nejméně patnáctiletého mileneckého poměru s pozdější manželkou Kateřinou Hrádkovou, z něhož pošlo devět nemanželských dětí.  
Tvrzení o účasti na atentátu vyvrací fakt, že Gustav Jáchym 6. kníže z Lambergu nebyl zbaven ani šlechtického stavu, ani dědičných dvorských úřadů, ani dědičného členství v panské sněmovně. V době atentátu 9. srpna 1832 se s největší pravděpodobností společně se svým mladším bratrem Emilem zdržoval na hornorakouských statcích. Dle tisku odcestovali bratři 30. července 1832 z Vídně do Steyru, odkud se navrátili až 23.října 1832.
Účasti Gustava Jáchyma na atentátu na korunního prince Ferdinanda odporuje skutečnost, že příslušníci habsbursko-lotrinské dynastie včetně samotné oběti atentátu se mu nikterak nevyhýbali. Ferdinand I. na své oficiální cestě během srpna a září roku 1841 po Štýrsku a Horních Rakousích nevynechal město Steyr. Se svou chotí Marií Annou Savojskou (1803-1884) pobyl ve městě od 3. do 4. září 1841. 3. září odpoledne poctil knížete Gustava Jáchyma návštěvou na jeho steyrském zámku Lamberg. Domácí pán očekával císaře u zámecké brány a provedl jej svou hlavní rodovou rezidencí. Císařovně Marii Anně, která mezitím navštívila klášter salesiánek Gleink, poskytl na pětikilometrovou cestu kočár se seštispřežím. Během večerní projížďky císařského páru v otevřeném kočáře městem Steyr se Gustav Jáchym podílel na slavnostní náladě výzdobou oken a osvětlením zámku. Na okolních kopcích nechal zapálit ohně. 29. listopadu až 2. prosince 1841 navštívil Steyr císařův bratr arcivévoda Jan Habsbursko-Lotrinský (1772-1859). První den si v prostorách zámku Lamberg prohlédl průmyslovou výstavu. Předposlední den na zámeckém nádvoří přihlížel defilaci městské gardy. Následně v prostorách zámku pod obrazem císaře Ferdinanda I. udělil devatenácti průmyslníkům z Horních Rakous záslušné medaile a diplomy a účastnil se banketu. Gustav Jáchym kníže z Lambergu se během pobytu arcivévody Jana nezdržoval ve Steyru, poskytl ale svou rezidenci zámek Lamberg jak pro výstavní tak i ceremoniální účely. Jeho úředníci a sloužící se podíleli na organizaci obou akcí, jichž se účastnila politická, církevní a aristokratická elita Rakous Nadenží. Císař František Josef I. dovolil roku 1853 Gustavu Jáchymovi knížeti z Lambergu přijmout a nosit čestný kříž Suverénního řádu Maltézských rytířů.
27. května 1847 držel na českém stavovském sněmu projev, v němž vyzval k omezení byrokracie v Čechách snížením počtu a platů úředníků, zjednodušení soudních řízení a administrativy atd.

#### Soužití s Kateřinou Hrádkovou
Na svém českém panství Žihobce se Gustav Jáchym kníže z Lambergu seznámil s Kateřinou Hrádkovou a pravděpodobně v roce 1840 s ní započal intimní poměr. Kateřina Hrádková přišla na svět 8. prosince 1824 na dvorci v Čejkovech číslo 1, na němž její otec Václav Hrádek zastával funkci šafáře. Dle matričního záznamu byl poddaným panství lukavského. Matka Zuzana byla dcerou sedláka Jana Kastnera z Dolní Lukavice. Je pravděpodobné, že Václav Hrádek rovněž pocházel z panství Dolní Lukavice v majetku hrabat Schönbornů. Křtu se Kateřině dostalo ještě v den narození v kostele Zvěstování Panny Marie ve Zbynicích. Rodiče jí vybrali kmotry přiměřené vlastnímu stavu, Kateřinu Říhovou a jejího manžela Václava, šafáře z Nalžov. Kateřina pobývala s Gustavem Jáchymem na jeho zámcích Lamberg v hornorakouském městě Steyr a na zámku v Žihobcích. V letech 1841 až 1854 povila devět dětí. Dle poznámky u matričního záznamu o jejím křtu si 3. listopadu 1848 ve farním kostele ve Zbynicích vyžádala vystavení křestního listu. Gustav Jáchym kníže z Lambergu tehdy zřejmě pomýšlel na legitimizaci svazku. Vědomí, že sňatkem s ženou neurozeného původu poruší statuta bohatých lamberských knížecích fideikomisů Steyr a Žichovice, jejichž držba tím nepřejde na jeho potomky, jej mohla zdržet od definitivního rozhodnutí. K uzavření manželství došlo až 16. ledna 1855.  
Kateřina Hrádková nebyla před svatbou povýšena do hraběcího stavu, jak se mylně uvádí na webových stránkách obce Žihobce či v diplomové práci Evy Hrachovcové „Šlechtické sňatky v druhé polovině 19. století". Povýšení neurozené osoby přímo do hraběcího stavu, tedy mezi aristokracii, aniž by předtím dosáhla nižších stupňů šlechtictví, nemělo v rakouské monarchii precedens. Krom toho nobilitace žen nebyly v Rakousku obvyklé, docházelo k nim velmi vzácně. V Uhrách byly zcela vyloučené. Rakouské občanské právo s výjimkou příslušníků rakouského arcidomu, řídícími se zvláštními právními předpisy, neznalo instituci morganatických sňatků. Manželka přebírala sňatkem stav manžela, Kateřina Hrádková se tedy uzavřením manželství s Gustavem Jáchymem stala říšskou kněžnou. O tom, že před svatbou nebyla šlechtičnou svědčí matriční zápis o oddavkách 16. ledna 1855 ve farním a poutním kostele Narození Panny Marie ve Strašíně. Oddávajícím knězem byl místní farář Tomáš Březnický, uzavření manželství dosvědčili podplukovník Eduard hrabě z Boos-Waldecku (1813-1904) z Oselce a Robert svobodný pán Hildprandt z Ottenhausenu (1824-1889), majitel velkostatku a zámku Blatná. Uzavřením sňatku bylo osm žijících dětí Gustava Jáchyma knížete z Lambergu a Kateřiny Hrádkové legitimováno. Od tohoto data nosili příjmení Lamberg a hraběcí titul. Rok po svatbě přišlo na svět poslední dítě. 

#### Smrt a pohřeb
Gustav Jáchym 6. kníže z Lambergu zemřel 3. února 1862 v 11 hodin dopoledne ve svém vídeňském domě v okrsku Leopoldstadt číslo 674, dnes Praterstrasse 45, na nákazu tyfem. 6. února 1862 byl převezen do Čech a uložen do rodinné hrobky Lambergů v kapli sv. Erazima v Nezamyslicích.

#### Další osud Kateřiny z Lambergu rozené Hrádkové
Synové Gustava Jáchyma knížete z Lambergu a Kateřiny Hrádkové nesplňovali pro po matce neurozený a v případě šesti starších synů i nemanželský původ nástupnická kritéria pro držbu rodových fideikomisů Steyr a Žichovice. Jakmile byla na tyto statky soudem uvalena nucená správa, musela je ovdovělá kněžna Kateřina z Lamergu i s dětmi opustit. Přestěhovala se na svůj dvorec Lilienhof, bývalý Preuenhuberhof, ležící v údolí řeky Enže na jižním okraji města Steyr, dnes Leopold-Werndl-Strasse 48, který pro ni zakoupil Gustav Jáchym kníže z Lambergu roku 1853. V majetku jejích dětí zůstaly alodiální statky v Rakousích Pod a Nadenží a v Tyrolích. Po prodeji Lilienhofu žila Kateřina na zámku Kaps v Kitzbühelu, který je od roku 1679 dosud v majetku Lambergů. 
Kateřina říšská kněžna z Lambergu rozená Hrádková zemřela nečekaně 10. prosince 1889 na zámku Kaps dva dny po svých pětašedesátých narozeninách. Příčinou smrti byla zástava srdce. Její tělesné ostatky byly převezeny do Nezamyslic a 16. prosince 1889 uloženy do lamberské rodinné hrobky pod kaplí sv. Erazima.

## Potomci
Gustav Jáchym 6. kníže z Lamberga měl mladšího bratra Emila Antonína hraběte z Lambergu (1816-1836), poručíka c.k. hulánského pluku „Kníže Schwarzenberg“ č. 2, který ve věku dvaceti let zemřel na tetanus jako následek poranění ruky střelnou zbraní. Zranění si přivodil na lovu, když při výstřelu explodovala hlaveň pušky. Patrně na bratrovu památku znělo jedno z křestních jmen všech dětí Gustava Jáchyma a Kateřiny Hrádkové Emil či Emilie. 

#### 1. Gustav Vilém Emil 7. kníže z Lambergu (1841–1886)
13. září 1841 přišel na zámku Lamberg ve Steyru na svět syn pokřtěný o den později v městském farním kostele svatých Jiljí a Kolomana na jména Gustav Vilém Emil. Matka Kateřina je ve farní matrice uvedena jako šestnáctiletá dcera Václava Hrádka šafáře z Žihobce a Zuzany Hrádkové rozené Kastnerové. Kmotrovství se ujal magistr Friedrich Wilhelm Arming (1805-1864), okresní ranhojič ze Steyru. Arming byl magistrem chirurgie a porodnictví, spisovatelem a překladatelem. Publikoval odborné lékařské, muzikologické a vlastivědné články, historické romány, novely a lyriku. Ve Steyru, kde působil od roku 1832, vedl střelecký prapor městské gardy a spoluzaložil hudební a pěvecký spolek. V roce 1848 spoluvydával prorevoluční noviny Neformální listy (Zwangslose Blätter). Roku 1850 odešel do Vídně a roku 1851 se vystěhoval do Spojených států amerických. U porodu asistovala zkoušená porodní bába Maria Zöbl, působící ve Steyru od roku 1836. Zda Kateřina Hrádková potřebovala během svého prvního těhotenství či při porodu odbornou pomoc magistra Arminga a proto byl požádán o kmotrovství nebo jej s Gustavem Jáchymem z Lambergu pojilo bližší přátelství, není jasné. 
Gustav Vilém z Lambergu se v mládí vydal na vojenskou dráhu. Po studiu na Tereziánské vojenské akademii ve Vídeňském Novém Městě sloužil v c. k. armádě u husarů a kyrysníků a za sardinské války roku 1859 se účastnil bojů v Itálii. Dosáhl hodnosti rytmistra. Po smrti otce Gustava Jáchyma 6. knížete z Lambergu v únoru 1862 se nechal přeložit do zálohy. Následoval otce v knížecím stavu jako 7. kníže z Lambergu, ve stavu uherského magnáta a španělského a kastilského granda I. třídy, jakož i v dědičných dvorských úřadech nejvyššího komoří a  nejvyššího lovčí v Rakousích Nadenží, nejvyššího štolby v Kraňsku a Vindické marce a nejvyššího maršálka v solnohradském vévodství. Nárok na držbu lamberských knížecích fiedeikomisů Steyr a Žichovice se mu pro nemanželský a po matce neurozený původ nepodařilo obhájit. Oba fideikomisy byly podřízeny nucené správě a roku 1877 soudně přiřčeny Rudolfovi hraběti z Lambergu z linie Ortenegg-Ottenstein. 
Gustav Vilém žil ve Vídni, neobýval ale Lamberský palác na ulici Praterstrasse číslo 45 ve druhém okrsku. Do paláce se roku 1878 nastěhoval arcivévoda Jan Salvátor. Věnoval se klusáckému sportu, pracoval na reformě předpisů Sdružení rakousko-uherských klusáckých klubů. Gustav Vilém 7. kníže z Lambergu zemřel svobodný a bez potomků 28. ledna 1886 ve Vídni na ledvinovou nedostatečnost. 31. ledna 1886 se v jeho vídeňském bytě na ulici Zedlitzgasse číslo 11 konalo církevní rozloučení za přítomnosti matky, bratrů, několika dvorních hodnostářů a přátel z řad aristokracie. Poté byla rakev s jeho tělem převezena do Nezamyslic a 3. února 1886 uložena do lamberské hrobky v kapli sv. Erazima.

#### 2. Bedřich Karel Emil hrabě z Lambergu (1843–1883)
25. září 1843 se na zámku Lamberg ve Steyru narodil a 26. září 1843 byl v městském farním kostele svatých Jiljí a Kolomana pokřtěn syn Bedřich Karel Emil. Obvodní ranhojič magistr Fridrich Wilhelm Arming zastupoval při křtu kmotra Bedřicha Karla knížete ze Schwarzenbergu (1800-1870) z orlické větve, v době křtu podplukovníka c.k. armády.
Po studiu na Tereziánské vojenské akademii ve Vídeňském Novém Městě sloužil Bedřich u c. k. armády v husarském pluku „Svobodný pán Simbschen“ č. 7 a hulánském pluku „Císař Alexandr II. Ruský“ č. 11. Dosáhl hodnosti nadporučíka. Za prusko-rakouské války se účastnil bojů u Hradce Králové, za což byl vyznamenán vojenským záslužným křížem s válečnou dekorací. Obdržel rovněž vojenskou medaili  císaře Františka Josefa I. udělovanou za účast v boji a zhotovenou z bronzu ukořistěných zbraní. V polovině sedmdesátých let 19. století se stáhl z aktivní vojenské služby.  Soukromě se věnoval jezdeckému sportu a byl doživotním členem vídeňského Žokejského klubu. Neoženil se a 4. března 1883 zemřel bezdětek po dlouhé nemoci na mozkovou obrnu na zámku Kaps v Kitzbühelu. 10. března 1883 byly jeho tělesné pozůstatky uloženy v rodinné hrobce pod kaplí sv. Erazima v Nezamyslicích.

#### 3. Karel Václav Emil hrabě z Lambergu (1845–1906), 1886–1887 8. kníže z Lambergu
Karel se narodil 24. února 1845 na zámku v Žihobcích a ve stejný den byl pokřtěn v kostele sv. Matouše v Žihobcích na jména Karel Boromejský Václav Emil. Kmotrovství se ujali děd novorozence Václav Hrádek, lamberský knížecí šafář z Žihobec číslo 78 a porodní bába Maria Zöbl ze Steyru, která pomohla na svět již dvěma starším synům Gustava Jáchyma z Lamberka a Kateřiny Hrádkové.
Po smrti staršího bratra Gustava 7. knížete z Lambergu roku 1886 jej Karel následoval v knížecím stavu a  ujal se lamberských alodialních statků Kapsbrunn, Lebenberg a Münichau u tyrolského Kitzbühelu se zámky Kaps a Lebenberg . Na zámku Kaps pobývala jeho ovdovělá matka Kateřina kněžna z Lambergu rozená Hrádková, zámek Lebenberg poskytl Karel bratru Hugovi. Sám žil ve Vídni. V roce 1887 mu byl z rozhodnutí c. k. ministerstva vnitra jako úřadu spravujícího záležitosti šlechty odebrán knížecí stav. Karel podal stížnost k správnímu soudu, ten ji ale zamítl jako neopodstatněnou. Knížecí důstojenství udělené Lambergům roku 1707 císařem Josefem I. se dle stanov udělovacího diplomu dědilo primogeniturně v linii Jana Maxmiliána hraběte z Lambergu a kníže musel být držitelem fideikomisu Steyr.  Karel byl sice v přímé linii potomkem Jana Maxmiliána hraběte z Lambergu, nedržel ovšem fideikomis Steyr. Držitel fideikomisu František Emerich hrabě z Lambergu pocházel z linie Ortenegg-Ottenstein, nebyl tedy přímým potomkem zřizovatele. Knížecí stav Lambergů byl prohlášen za zaniklý.
Karel hrabě z Lambergu zemřel svobodný a bez potomků 10. ledna 1905 ve svém vídeňském bytě v 1. okrsku na ulici Augustinerstrasse číslo 8 na zápal plic. 12. ledna byly jeho tělesné pozůstatky převezeny do Tyrol a 14. ledna 1905 pohřbeny v Kitzbühelu.

#### 4. Emílie Františka Bedřiška hraběnka z Lambergu (1846–1862)
14. července 1846 přišla na svět na lamberském zámku ve Steyru po třech synech první dcera, Emilie Františka Bedřiška,  pokřtěná 15. července 1846 v městském farním kostele svatých Jiljí a Kolomana. Její třetí jméno v matřičním zní Kateřina. Za kmotru byla vybrána Františka baronka Zásadská, vdova po c. k. komořím z rodu Jeníků Zásadských z Gamsendorfu. Zastoupila ji Therese Schindler, dcera ředitele lamberských knížecích statků.
Rodiče vybrali Emilii prestižní a velmi pokrokovou formu výchovy. V Mnichově navštěvovala Nadaci Maxe Josefa, internátní školu sídlící tehdy v centru bavorské metropole na ulici Ludwigstrasse, dnes Právnický seminář na náměstí Professor-Huber-Platz číslo 2. Světská nadace založená na osvícenských principech a podporovaná bavorským panovnickým rodem Wittesbachů, umožňovala dívkám tehdy výjimečné vzdělání na úrovni gymnázia. Ke studiu byly přijímány dívky bez rozdílu náboženského vyznání, ale pouze ze stavovsky přiměřených kruhů, šlechtičny a dcery důstojníků a vysokých státních úředníků. O přijetí rozhodoval bavorský král, on či jiní Wittelsbachové dohlíželi na studijní výsledky a odměňovali úspěchy chovanek. 
Emilie hraběnka z Lambergu zemřela 4. listopadu 1862 na tyfus v internátní dívčí škole Nadace Maxe Josefa na mnichovské ulici Ludwigstrasse. Byla pohřbena v lamberské hrobce pod kaplí sv. Erazima v Nezamyslicích.

#### 6. Marie Bedřiška Emilie Hrádková (1849–1849)
1. září 1849 na zámku v Žihobcích narozená Marie Bedřiška Emilie je v matrice křtů kostela sv. Matouše v Žihobcích, kde byla pokřtěna 1. září 1849, zanesena jako Marie Terezie Emilie. Kmotrovství se ujala Terezie Schindler, dcera ředitele lamberských knížecích statků, která při křtu starší sestry novorozeněte Emilie v červenci roku 1846 ve Steyru zastupovala kmotru baronku Františku Zásadskou. Při porodu Marie byla jako u starších dětí nápomocna porodní bába Maria Zöbl ze Steyru. Marie zemřela 8. října 1849 ve věku pěti týdnů v Žihobcích na mozkovou obrnu. V žihobecké matrice úmrtí je uvedena jako Marie Hradek, dcera Kateřiny Hradek. 10. října 1849 bylo zesnulé dítě uloženo do lamberské rodinné hrobky pod kaplí sv. Erazima v Nezamyslicích. Marie nebyla jako jediné z deseti dětí Gustava Jáchyma knížete z Lambergu a Kateřiny Hrádkové legitimizována, protože zemřela dříve, než rodiče uzavřeli sňatek. 

#### 7. Eduard Gustav Emil hrabě z Lambergu (1850–1899)
⚭ 20. září 1883 Marie Anna Eleonora z Tolnau (1855–1914)

#### 8. Hugo Antonín Emil (1853–1913)
⚭ 30. října 1883 Giuletta Brunettiová (1857–1941), byl otcem Pauly z Lambergu

#### 9. Robert Gustav Emil hrabě z Lambergu (1854–1855)
25. října 1854 se na žihobeckém zámku narodil Robert Gustav Emil, pokřtěný 27. října 1854 v kostele sv. Matouše v Žihobcích. Kmotrovstvím byli pověřeni Robert svobodný pán Hildprandt z Ottenhausenu (1824-1889), majitel velkostatku a zámku Blatná, zastoupený farářem Václavem Veselským a Julie de Pauli, dcera důchodního Josefa de Pauli z lamberského statku Žichovice. Kateřina si ze Steyru přivezla porodní bábu Marii Zöblovou, která jí byla nápomocna už při porodu starších dětí. Robert zesnul ve věku tří měsíců 5. února 1855 na zámku v Žihobcích na gastromalacii (změknutí žaludeční stěny) a 7. února 1855 byl pohřben v hrobce Lambergů pod kaplí sv. Erazima v Nezamyslicích.

#### 10. Josef Bedřich Emil hrabě z Lambergu (1856–1904)
⚭ 12. července 1880 Anna von Werndl (1861–1943), jediný legitimní syn

#### Boj o držbu fideikomisů Steyr a Žichovice
Dědické řízení po zůstaviteli Gustavu Jáchymovi 6. knížeti z Lambergu ve věci lamberského knížecího fideikomisu Steyr včetně reálného a pekuniárního (pozemkového a peněžního) fideikomisu v Dolních Rakousích, se protáhlo na patnáct let. Dle statut stanovených zřizovatelem fideikomisu, Janem Maxmiliánem hrabětem z Lambergu (1608-1682) a roku 1670 schválených císařským výnosem, se fideikomisu ujímal vždy nejstarší, následnictví způsobilý syn posledního držitele. Nejstarším synem posledního držitele byl Gustav Vilém 7. kníže z Lambergu. Gustav Vilém se o držbu fideikomisu ihned přihlásil, avšak jeho způsobilost k následniství byla zpochybněna několika osobami z  blízkého i vzdáleného příbuzenstva. Vedle bratra Josefa Bedřicha Emila hraběte z Lambergu (1856-1904), pro nezletilost zastoupeného poručníkem Františkem hrabětem Montecuccoli, vznesly námitky dvě rodilé hraběnky z Lambergu z bavorské linie Amerang se svými potomky a z rakousko-uherské linie Ortenegg-Ottenstein Rudolf hrabě z Lambergu (1802-1880), majitel panství Csakbérenyi v Uhrách. Soud uvalil na fideikomis nucenou zprávu a vyzval všechny uchazeče o následnictví v držbě, aby prokázali oprávněnost svých nároků. 
Rudolf hrabě z Lambergu v březnu roku 1865 podal žalobu proti všem uchazečům o následnictví v držbě fideikomisu a ve třech soudních instancích se mu podařilo dokázat, že jako jediný splňuje všechny podmínky zřizovatele fideikomisu Jana Maxmiliána hraběte z Lambergu na osobu oprávněnou fideikomis držet a užívat. Lambergovny z linie Amerang byly potomky Jana Viléma hraběte z Lambergu (1611-1649), mladšího bratra zřizovatele fideikomisu Jana Maxmiliána hraběte z Lambergu. Se zůstavitelem je po jeho synech pojil nejbližší stupeň příbuzenství. Z nástupnictví je vylučovalo ženské pohlaví, neboť zřizovatel ustanovil následnictví po přeslici až po vymření všech linií lamberského rodu po meči. Nezpůsobilost k nástupnictví nejstaršího syna zesnulého Gustava Jáchyma 6. knížete z Lambergu, Gustava Viléma 7. knížete z Lambergu, se zakládala na nesplnění podmínky zřizovatele, že držitel musí být zrozen v manželském loži, přičemž legitimace pozdějším sňatkem rodičů byla výslovně vyloučena. Nadto musel být držitel jak po meči tak po přeslici potomkem výtečných šlechtických rodů. Nejmladší syn Gustava Jáchyma 6. knížete z Lambergu, Josef Bedřich Emil hrabě z Lambergu, splňoval podmínku narození z manželského lože. Jako jediný z deseti sourozenců byl počat až po svatbě svých rodičů, která se konala 16. ledna 1855 ve Strašíně. Z náslenictví v držbě fideikomisu jej vylučoval prostý původ jeho matky Kateřiny rozené Hrádkové.
Podobná statuta jako na fideikomis Steyr v Rakousích se vztahovala na fideikomis Žichovice zřízený Janem Filipem kardinálem z Lambergu (1651-1712), biskupem pasovským, nejmladším synem Jana Maxmiliána hraběte z Lambergu. I tento fideikomis přešel soudním rozhodnutím do držení Rudolfa hraběte z Lambergu. Hrabě Rudolf nezanechal mužské potomstvo, proto po jeho smrti roku 1880 přešla držba fideikomisů Steyr a Žichovice na jeho synovce a zároveň zetě Františka Emericha hraběte z Lambergu (1832-1901). 

#### Ztráta knížecího stavu
Ačkoliv fideikomisy Steyr a Žichovice byly pro potomky Gustava Jáchyma 6. knížete  z Lambergu pro nemanželský a / anebo po matce neurozený původ ztraceny, považovali se nadále za příslušníky knížecího stavu. Nejstarší syn Gustav Vilém nosil titul 7. knížete z Lambergu až do své smrti roku 1886. Jeho následovníka Karla, třetího syna Gustava Jáchyma 6. knížete z Lambergu, zbavilo c. k. ministerstvo vnitra jako úřad příslušný pro záležitosti šlechty knížecího stavu. Jako důvod uvedlo, že není držitelem fideikomisu Steyr. Knížecí důstojenství udělené Lambergům roku 1707 císařem Josefem I. se dle stanov udělovacího diplomu dědilo primogeniturně v linii Jana Maxmiliána hraběte z Lambergu a kníže musel být držitelem fideikomisu Steyr. Karel podal proti rozhodnutí ministerstva stížnost k správnímu soudu, který ji zamítl jako neopodstatněnou. Karel byl sice v přímé linii potomkem Jana Maxmiliána hraběte z Lambergu, nedržel ovšem fideikomis Steyr. Držitel fideikomisu František Emerich hrabě z Lambergu pocházel z linie Ortenegg-Ottenstein, nebyl tedy přímým potomkem zřizovatele. Knížecí stav Lambergů byl prohlášen za zaniklý.